# 野方通
野方通（のかたとおり）は、愛知県名古屋市北区の地名。現行行政地名は野方通1丁目から野方通4丁目。住居表示未実施。

## 地理
名古屋市北区西部に位置する。東は川中町、西は西区桝形町、南は光音寺町・金城町・水草町・浪打町、北は光音寺町字野方に接する。

## 歴史

### 地名の由来
野方という地名は一般的に、山方・田方という語に対して野の方面もしくは村落を指す語であるという。当地は昭和の河川改修まで矢田川のすぐ南側であり、その堤防の南にあった補強のための土手から惣兵衛川あたりまでを野方と称していたという。

### 沿革
- 1944年（昭和19年）6月1日 - 北区光音寺町字江下浦・野方・北浦・古墓の各一部により、同区野方通として成立[1]。
- 1978年（昭和53年）11月26日 - 住居表示の実施に伴い、4丁目の一部が北区川中町に編入される[1]。

## 世帯数と人口
2019年（平成31年）1月1日現在の世帯数と人口は以下の通りである。
| 町丁   | 世帯数 | 人口 |
| ------ | ------ | ---- |
| 野方通 | 43世帯 | 87人 |

### 人口の変遷
国勢調査による人口の推移
| 2000年（平成12年） | 90人 | [ WEB 6 ] |  |
| 2005年（平成17年） | 85人 | [ WEB 7 ] |  |
| 2010年（平成22年） | 85人 | [ WEB 8 ] |  |
| 2015年（平成27年） | 83人 | [ WEB 9 ] |  |

## 学区
市立小・中学校に通う場合、学校等は以下の通りとなる。また、公立高等学校に通う場合の学区は以下の通りとなる。
| 番・番地等 | 小学校               | 中学校               | 高等学校 |
| ---------- | -------------------- | -------------------- | -------- |
| 全域       | 名古屋市立光城小学校 | 名古屋市立志賀中学校 | 尾張学区 |

## 施設
- 光音寺公園[2]

## その他

### 日本郵便
- 郵便番号 : 462-0054[WEB 3]（集配局：名古屋北郵便局[WEB 12]）。

### WEB
1. 1 2  “愛知県名古屋市北区の町丁・字一覧”.   人口統計ラボ. 2017年10月7日閲覧。
2. 1 2  “町・丁目(大字)別、年齢(10歳階級)別公簿人口(全市・区別)”.   名古屋市 (2019年1月23日). 2019年1月23日閲覧。
3. 1 2  “郵便番号”.  日本郵便. 2019年1月6日閲覧。
4. ↑  “市外局番の一覧”.   総務省. 2019年1月6日閲覧。
5. ↑  名古屋市役所市民経済局地域振興部住民課町名表示係 (2015年10月21日). “北区の町名一覧”.   名古屋市. 2017年10月7日閲覧。
6. ↑  名古屋市役所総務局企画部統計課統計係 (2005年7月1日). “（刊行物）名古屋の町(大字)・丁目別人口 (平成12年国勢調査) 北区” (xls). 2017年10月8日閲覧。
7. ↑  名古屋市役所総務局企画部統計課統計係 (2007年6月29日). “平成17年国勢調査　名古屋の町(大字)別・年齢別人口 北区” (xls). 2017年10月8日閲覧。
8. ↑  名古屋市役所総務局企画部統計課統計係 (2012年6月29日). “平成22年国勢調査　名古屋の町(大字)別・年齢別人口 北区” (xls). 2017年10月8日閲覧。
9. ↑  名古屋市役所総務局企画部統計課統計係 (2017年7月7日). “平成27年国勢調査　名古屋の町(大字)別・年齢別人口” (xls). 2017年10月8日閲覧。
10. ↑  “市立小・中学校の通学区域一覧”.   名古屋市 (2018年11月10日). 2019年1月14日閲覧。
11. ↑  “平成29年度以降の愛知県公立高等学校（全日制課程）入学者選抜における通学区域並びに群及びグループ分け案について”.   愛知県教育委員会 (2015年2月16日). 2019年1月14日閲覧。
12. ↑  郵便番号簿 平成29年度版 - 日本郵便. 2019年01月06日閲覧 (PDF)

### 書籍
1. 1 2 3  名古屋市北区役所市民室 1979, p. 64.
2. 1 2  「角川日本地名大辞典」編纂委員会 1989, p. 1453.
3. 1 2  名古屋市北区役所市民室 1979, p. 22.